# Havmanden (1911)
Havmanden – duński okręt podwodny z początku XX wieku, jedna z sześciu zbudowanych jednostek typu Havmanden. Okręt został zwodowany 23 grudnia 1911 roku w austro-węgierskiej stoczni Whitehead & Co. w Fiume, a w skład Kongelige Danske Marine wcielono go w sierpniu 1912 roku. Jednostka została skreślona z listy floty 26 kwietnia 1928 roku.

## Projekt i budowa
Pozyskany w 1909 roku z Włoch pierwszy duński okręt podwodny „Dykkeren” trapiły początkowo poważne problemy techniczne, wobec czego rząd Danii rozpoczął poszukiwania innego dostawcy jednostek tej klasy. W 1910 roku podpisano kontrakt z austro-węgierską stocznią Whitehead & Co. w Fiume na budowę okrętu podwodnego (późniejszego „Havmanden”) ulepszonego projektu Hay-Whitehead i pozyskanie planów tego typu w celu zbudowania na licencji drugiej jednostki w kraju. W 1911 roku zamówienie powiększone zostało o dwa okręty mające powstać w Fiume i dwa kolejne, które miała zbudować stocznia Orlogsværftet w Kopenhadze. Konstrukcja okrętów typu Havmanden okazała się na tyle udana, że podczas I wojny światowej w Fiume zbudowano dla Kaiserliche und Königliche Kriegsmarine cztery ulepszone, podobne jednostki typu U-20 .
„Havmanden” zbudowany został w stoczni Whitehead & Co. w Fiume. Nieznana jest data położenia stępki, a wodowanie odbyło się 23 grudnia 1911 roku.

## Dane taktyczno-techniczne

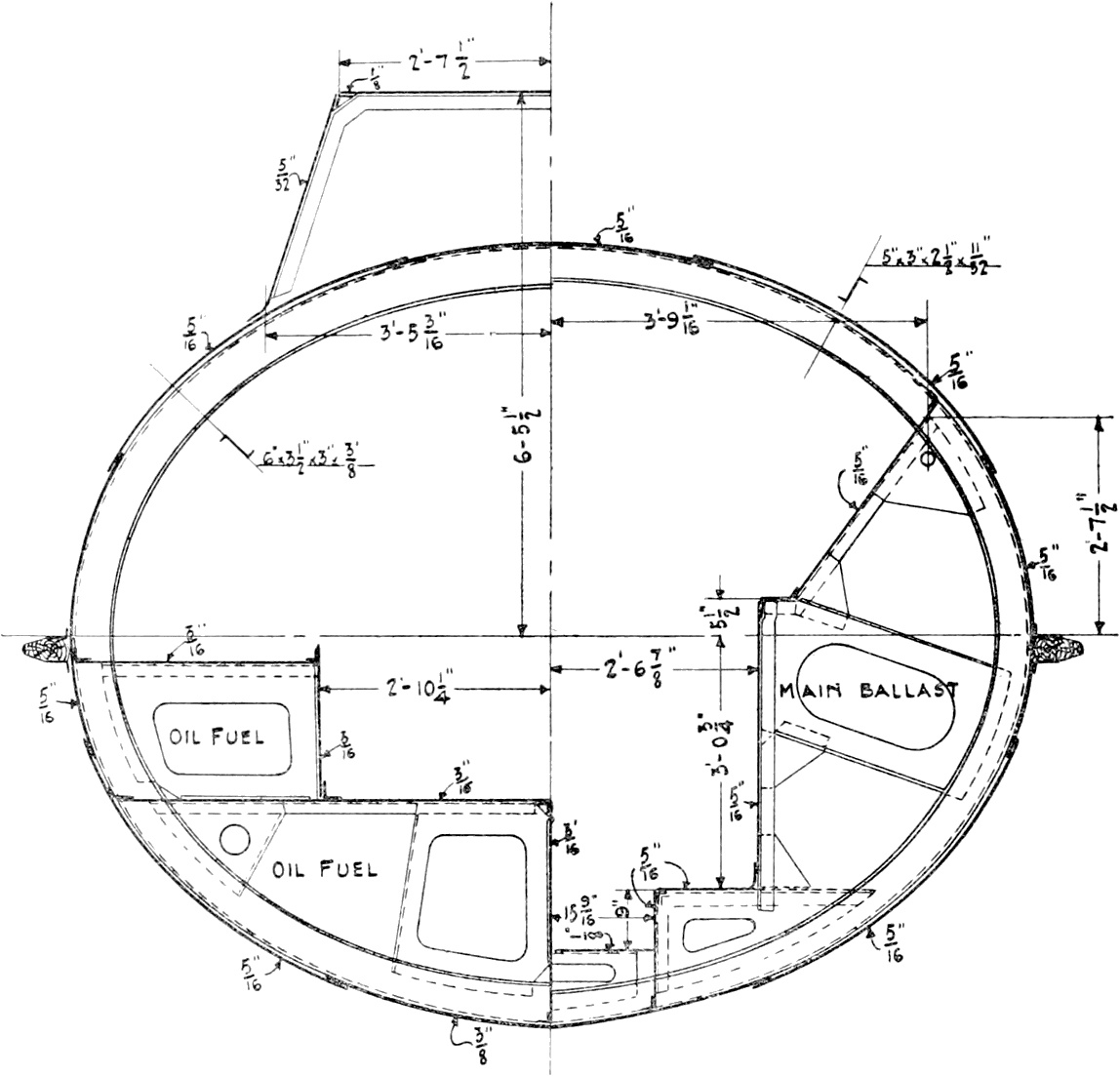
Przekrój śródokręcia jednostki

„Havmanden” był niewielkim, przybrzeżnym okrętem podwodnym o konstrukcji jednokadłubowej. Długość całkowita wynosiła 38,9 metra, szerokość 3,6 metra i zanurzenie 2,3 metra. Wyporność normalna w położeniu nawodnym wynosiła 164 tony, a w zanurzeniu 204 tony. Okręt napędzany był na powierzchni przez jeden 6-cylindrowy dwusuwowy silnik wysokoprężny FIAT o mocy 430 KM. Napęd podwodny zapewniały dwa silniki elektryczne o łącznej mocy 270 KM. Jeden wał napędowy obracający jedną śrubą umożliwiał osiągnięcie prędkości 13 węzłów na powierzchni i 10 węzłów w zanurzeniu. Zasięg wynosił 1400 Mm przy prędkości 10 węzłów w położeniu nawodnym oraz 23 Mm przy prędkości 8 węzłów w zanurzeniu.
Okręt wyposażony był w dwie stałe dziobowe wyrzutnie torped kalibru 450 mm, bez torped zapasowych .
Załoga okrętu składała się z 10 (później 14) oficerów, podoficerów i marynarzy.

## Służba
„Havmanden” został wcielony do służby w Kongelige Danske Marine w sierpniu 1912 roku . Jednostka otrzymała początkowo numer burtowy H2, w 1913 roku zmieniony na „3”. W 1917 roku uzbrojenie okrętu powiększyło się o karabin maszynowy kalibru 8 mm . Większą część służby „Havmanden” spędził w rezerwie. Jednostka została wycofana ze służby 26 kwietnia 1928 roku.